# Australeunotus ruskini
Australeunotus ruskini är en stekelart som beskrevs av Girault 1922. Australeunotus ruskini ingår i släktet Australeunotus och familjen puppglanssteklar. Inga underarter finns listade.